# 湖北省中西医结合医院
30°36′36″N 114°16′06″E / 30.60990°N 114.26843°E
湖北省中西医结合医院，又名湖北省新华医院，兼挂湖北省职业病医院、湖北省脑科中心、湖北省医学体格检查中心、国家化学中毒救治（湖北）基地、湖北中医药大学附属医院、湖北中医药大学中西医结合临床学院牌子，是一家位于中华人民共和国湖北省武汉市的公立三级甲等综合医院，直属湖北省卫生健康委员会。

## 历史
医院成立于1953年（有资料作1952年），时名湖北省供销合作社医院，隶属于湖北省供销合作社。1985年，医院改名为湖北省财贸医院。1987年11月，医院总部迁往汉口新天门墩菱角湖畔新址。2001年，医院被划归湖北省卫生厅，更名为湖北省新华医院。2014年，院名改为湖北省中西医结合医院，保留湖北省新华医院牌子。
新冠疫情初期的2019年12月27日，该院呼吸内科医师张继先首先将不明肺炎疫情上报疾控部门。2020年1月25日，湖北省中西医结合医院成为武汉市第三批征用的新冠肺炎患者定点收治医院之一，改造设立950张隔离病床。1月27日，北京市、广东省医疗队共116名医护人员抵达武汉，援助湖北省中西医结合医院抗疫。医院广泛利用中西医结合治疗新冠肺炎。疫情期间，张伯礼、刘清泉、叶永安、张忠德、邱海波、童朝晖、姜利等知名中医专家来到医院指导工作。2月12日，湖北省中西医结合医院统筹管理、河北省、江西省、天津市医疗队约七百名医护人员值守的武汉市江岸区塔子湖方舱医院（由武汉全民健身中心改建）投入使用，截至关舱共收治患者1011人。医院还派员支援梁子湖区人民医院等医院以及社区隔离点、康复点的工作。3月11日，湖北省中西医结合医院新冠肺炎病例清零，累计收治新冠肺炎患者1133人。3月16日，医院被选为新冠肺炎康复定点医院。

## 设施与业务
医院主院区位于江汉区菱角湖路，有三个分院区。江北分院区即老年病科，位于江岸区江汉北路。中山分院区即二病区、康复医学科，位于江岸区中山大道。民航分院区即汉兴街第二社区卫生服务中心，位于江汉区民航小区。另有梁子湖分院区尚未建成。医院编制床位数为1,500张，实际开放1,200张。
该院的职业病科为国家临床重点专科，脑科入选了武汉市建设中部医疗服务中心计划。神经外科、神经内科、康复科、骨科、内分泌科等十个科室入选湖北省重点专科及重点专科建设单位。

## 资料
- 2020年2月6日，武汉18位患者经中西医结合治疗痊愈出院
- 2020年2月12日，中新社专访首拉警报者张继先：驰援武汉，他们更勇敢